# Panama op de Olympische Zomerspelen 1972
Panama nam deel aan Olympische Zomerspelen 1972 in München, West-Duitsland. Panama haalde hier geen enkele medaille.

## Deelnemers en resultaten

### Atletiek
| Olympiër     | Discipline | Resultaat | Prestatie              |
| ------------ | ---------- | --------- | ---------------------- |
| Donaldo Arza | 800m (m)   | 43e       | serie 8: 5de in 1.51,2 |
| Donaldo Arza | 1500m (m)  | 31e       | serie 1: 5de in 3.41,8 |

### Boksen
| Olympiër    | Discipline | Resultaat | Prestatie                                                       |
| ----------- | ---------- | --------- | --------------------------------------------------------------- |
| Luis Avíla  | -54kg (m)  | 33e       | 1ste ronde: V van ESP Rodríguez: 0-5                            |
| Roy Hurdley | -60kg (m)  | 33e       | 1ste ronde: V van BUL Mikhaylov: scheidsrechterlijke beslissing |

### Gewichtheffen
| Olympiër       | Discipline  | Resultaat | Prestatie                                                                                  |
| -------------- | ----------- | --------- | ------------------------------------------------------------------------------------------ |
| Ildefonso Lee  | -67,5kg (m) | 19e       | drukken: 19de met 120kg trekken: 17de met 110kg stoten: 19de met 135kg totaal: 365kg       |
| Henry Phillips | -67,5kg (m) | 23e       | drukken: 22ste met 157,5kg trekken: 19de met 132,5kg stoten: 23ste met 165kg totaal: 455kg |

### Worstelen
| Olympiër         | Discipline  | Resultaat   | Prestatie                                                                              |
| Vrije stijl      | Vrije stijl | Vrije stijl | Vrije stijl                                                                            |
| ---------------- | ----------- | ----------- | -------------------------------------------------------------------------------------- |
| Wanelge Castillo | -52kg (m)   | 20e         | 1ste ronde: V van POL Kudelski: val 2de ronde: V van URS Alakhverdiyev: beslissing     |
| Segundo Olmedo   | -68kg (m)   | 20e         | 1ste ronde: V van IRI Movahed: beslissing 2de ronde: V van URS Ashuraliyev: beslissing |

Afghanistan · Albanië · Algerije · Amerikaanse Maagdeneilanden · Argentinië · Australië · Bahama's · Barbados · België · Bermuda · Birma · Bolivia · Bondsrepubliek Duitsland · Brazilië · Brits-Honduras · Bulgarije · Canada · Ceylon · Chili · Colombia · Congo-Brazzaville · Costa Rica · Cuba · Dahomey · Denemarken · Dominicaanse Republiek · Duitse Democratische Republiek · Ecuador · Egypte · El Salvador · Ethiopië · Fiji · Filipijnen · Finland · Frankrijk · Gabon · Ghana · Griekenland · Groot-Brittannië · Guatemala · Guyana · Haïti · Hongarije · Hongkong · Ierland · IJsland · India · Indonesië · Iran · Israël · Italië · Ivoorkust · Jamaica · Japan · Joegoslavië · Kameroen · Kenia · Khmerrepubliek · Koeweit · Lesotho · Libanon · Liberia · Liechtenstein · Luxemburg · Madagaskar · Malawi · Maleisië · Mali · Malta · Marokko · Mexico · Monaco · Mongolië · Nederland · Nederlandse Antillen · Nepal · Nicaragua · Nieuw-Zeeland · Niger · Nigeria · Noord-Korea · Noorwegen · Oeganda · Oostenrijk · Opper-Volta · Pakistan · Panama · Paraguay · Peru · Polen · Portugal · Puerto Rico · Roemenië · San Marino · Saoedi-Arabië · Senegal · Singapore · Soedan · Somalië · Sovjet-Unie · Spanje · Suriname · Swaziland · Syrië · Taiwan · Tanzania · Thailand · Togo · Trinidad en Tobago · Tsjaad · Tsjecho-Slowakije · Tunesië · Turkije · Uruguay · Venezuela · Verenigde Staten · Vietnam · Zambia · Zuid-Korea · Zweden · Zwitserland